# Onthophagus pseudoalcyon
Onthophagus pseudoalcyon là một loài bọ cánh cứng trong họ Bọ hung (Scarabaeidae).